# Seção transversal de dispersão
A seção (português brasileiro) ou secção (português europeu) transversal de dispersão, σscat (do inglês scattering, espalhamento ou dispersão), é uma área hipotética que descreve a probabilidade de luz (ou outra radiação) sendo dispersa por uma partícula. Em geral, a secção transversal de dispersão é diferente da seção transversal geométrica de uma partícula, e depende com comprimento de onda da radiação e a permissividade, forma e tamanho da partícula. A quantidade total de dispersão em um meio esparso é determinada pelo produto da seção transversal de dispersão e do número de partículas presentes. Em termos de área, a seção transversal total (σ) é a soma das seções transversais devido à absorção, dispersão e luminescência
{\displaystyle \sigma =\sigma _{A}+\sigma _{S}+\sigma _{L}.\ }
A seção transversal total é relacionada à absorbância da intensidade de luz através da lei de Beer-Lambert, a qual diz que a absorbância é proporcional à concentração: {\displaystyle A_{\lambda }=Cl\sigma }, onde C é a concentração como uma densidade em número, Aλ é a absorbância a um dado comprimento de onda, λ, e l é o comprimento do percurso. A extinção ou absorbância da radiação é o logaritmo (decimal ou, mais usualmente, natural) do recírpoco da transmitância:
{\displaystyle A_{\lambda }=-\log {\mathcal {T}}.\ }